# Kazimierz Materski
Kazimierz Materski (Varsó, 1906. szeptember 23. – Varsó, 1971. február 3.) lengyel jégkorongozó, olimpikon.
Az 1932. évi téli olimpiai játékokon játszott a jégkorongtornán. Ez az olimpia az USA-ban volt és csak 4 válogatott vett részt: Kanada, USA, Németország és Lengyelország.. Egy csoportba került mind a 4 csapat és oda-visszavágós rendszer alapján játszottak. Mind a 6 mérkőzésen kikaptak. Csak 3 gólt tudott ütni a csapat. Mind a 6 mérkőzésen játszott és nem ütött gólt. Az utolsó, 4. helyen végezetek.
Részt vett még 2 jégkorong-világbajnokságon. Az 1931-esen, az 1933-as jégkorong-világbajnokságon. Az 1931-es világbajnokság jégkorong-Európa-bajnokságnak is számított és így ezüstérmesek lettek
Klubcsapata a Legia Warszawa és az AZS Warszawa volt.
Harcolt a második világháborúban, a lengyelországi hadjáratban.